# 新塞利夫卡 (柳巴希夫卡市鎮)
47°48′23″N 30°10′57″E / 47.80639°N 30.18250°E
新塞利夫卡（烏克蘭語：Новоселівка）是位於烏克蘭西南部的村莊，由敖德薩州波季利斯克區的柳巴希夫卡市鎮負責管轄。該村始建於1842年，面積2.16平方公里，海拔高度187米，2001年人口569，人口密度每平方公里263.67人。